# Somaia Ramish
Somaia Ramish née en 1986 à Hérat, est une poétesse, écrivaine, journaliste et activiste féministe afghane.

## Biographie
En 1996, lors de la première république islamiste, la famille de Somaia Ramish trouve refuge en Iran. À la chute des talibans, elle se réinstalle en Afghanistan. De 2014 à 2018, Somaia Ramish est élue au Conseil de la Province de Hérat. Elle contribue à construire une société démocratique et égalitaire. Elle publie en 2014, un article Call me by my name, dans lequel elle revendique de nommer les femmes par leur vrai nom. Le nom de la mère n'est pas inscrit sur l'acte de naissance, le nom de la fiancé n'est pas précisé sur les faire-part de mariage. Très souvent, elle sont identifiées par leurs enfants : la mère de Mahmoud. Au retour des talibans en août 2021, Somaia Ramish trouve refuge aux Pays-Bas.
En janvier 2023, lorsque les talibans interdisent la poésie et tous les arts, elle fonde Baamdaad, Maison de la poésie en exil. Il s'agit d'un mouvement de contestation et de solidarité des poètes du monde entier envers les artistes afghans. Cette mobilisation donne lieu à la publication d'une anthologie Nulle prison n'enfermera ton poème réunissant 95 poètes.
Somaia Ramish se mobilise pour dénoncer l'aparthaid de genre que subissent les femmes en Afghanistan. Elle publie en 2024, Woman life freedom, une série de poème en perse et anglais.

## Publications
- (en) Woman Life Freedom, 2023 (ISBN 978-9083172064)
- Le sang de l'aube, Bruxelles, MaelstrÖm reÉvolution, 2025 (ISBN 9782875055231)